# Ноппадон Ноппачорн
Ноппадо́н Ноппачо́рн (англ. Noppadon Noppachorn, род. 24 октября 1968 года) — тайский бывший профессиональный снукерист, который сейчас представляет свою страну на международных любительских турнирах.

## Карьера
Стал профессионалом в 1993 году после того, как выиграл чемпионат мира среди любителей в 1991-м. Ноппадон несколько раз выходил в финальные стадии рейтинговых турниров, а лучшее его достижение — 1/16 финала Гран-при и Welsh Open. В 1996 году, в составе сборной Таиланда он дошёл до полуфинала Кубка Мира. Лучший рейтинг Ноппадона — 79-й (сезон 2001/02). Свой высший брейк (143 очка) он сделал на European Open 2004 года. В 2003 году тайский игрок стал чемпионом Thailand Open, который, впрочем, в то время уже не входил в кадендарь мэйн-тура, а в 2009-м участвовал в пригласительном турнире Sangsom 6 Reds, где дошёл до 1/8 финала. Кроме всего этого, Ноппачорн был победителем множества национальных соревнований.
За свои заслуги в тайском спорте он получил награду от короля Таиланда.